# Andricus brachycentrus
Andricus brachycentrus är en stekelart som först beskrevs av Thomson 1877.  Andricus brachycentrus ingår i släktet Andricus, och familjen gallsteklar. Arten är reproducerande i Sverige.